# Tangermünde
Tangermünde je německé město ležící na Labi na jihovýchodě okresu Stendal v severním Sasku-Anhaltsku. V minulosti bylo hanzovním městem a v době panování Karla IV. také císařskou rezidencí. Zdejší hrad stejného jména se poprvé připomíná k roku 1009 („civitate Tongeremuthi“), samotné město k roku 1275. Vhodná poloha na Labi umožnila zde vybírat říční mýto a později se hrad stal markrabským sídlem. V letech 1373 až 1378 zde měl své druhé sídlo Karel IV., který proto nechal hrad přestavět na rezidenci. (Karel roku 1373 jmenoval svého syna Václava IV. braniborským kurfiřtem a zřejmě chtěl posílit přítomnost Lucemburků v Braniborsku, aby jim trvale zajistil vedle českého i druhý kurfiřtský hlas.) Roku 1415 druhý Karlův syn Zikmund marku přenechal Hohenzollernům, kteří pak ještě nějaký čas v Tangermünde sídlili.
Rozkvět hanzovního města nastal v 15. století, kdy vznikly městské brány, radnice ve stylu severoněmecké cihlové gotiky a byl přestavěn kostel sv. Štěpána. Roku 1488 se měšťané vzbouřili proti dani z piva, což mělo za následek, že se kurfiřt Jan Cicero Braniborský odstěhoval do pozdějšího Berlína (tehdy Cölln), který tak od Tangermünde převzal roli hlavního města. 13. září 1617 město skoro úplně vyhořelo; vinu za založení požáru neprávem přiřkli osiřelé dívce Gretě Mindeové, která pak byla upálena, což později inspirovalo Theodora Fontana k napsání románu Grete Minde. Požár znamenal také další úpadek významu města.
V 19. století se město industrializovalo, hradby však nebyly strženy, mimo jiné proto, že představovaly jistou ochranu před Labem. Ani v době druhé světové války a během vlády komunistického režimu nebylo jádro města příliš poškozeno. Po pádu komunismu bylo město postupně restaurováno a dnes představuje lákavý turistický cíl.